# Xu Shichang
Xu Shichang (徐世昌T, Xú ShìchāngP) (Weihui, 20 ottobre 1855 – Tientsin, 5 giugno 1939) è stato un politico cinese, presidente della Repubblica di Cina dal 10 ottobre 1918 al 2 giugno 1922. Fu l'unico presidente permanente del Governo Beiyang ad essere un civile e la sua presidenza fu inoltre la più lunga del Periodo dei signori della guerra.

## Biografia
La famiglia di Xu proveniva dalla contea di Yinxian (ora distretto di Yinzhou) a Ningbo, nella provincia di Zhejiang. Nato a Weihui, Henan, era un caro amico di Yuan Shikai. Accedette alla funzione di viceré di Manciuria e divenne capo degli eserciti alla fine della dinastia Qing, nonostante fosse un civile. Lasciò il suo incarico di primo ministro alla fine del 1915 per protestare contro le ambizioni imperiali di Yuan. Tornò al suo posto dopo che Yuan abbandonò il monarchismo.
La sua elezione a presidente fu in gran parte dovuta a Duan Qirui e alla sua cricca di Anhui. Venne scelto per la sua posizione civile, perché aveva già stretti legami con l'esercito Beiyang e perché era neutrale tra la cricca di Zhili e la cricca di Anhui. Non avendo un esercito personale, doveva manipolare Duan, Cao Kun (il capo di Zhili) e Zhang Zuolin (il capo della cricca del Fengtian) in modo che si uccidessero a vicenda e potesse rimanere al potere.
Organizzò una grande festa a Pechino per celebrare la vittoria cinese nella prima guerra mondiale il 18 novembre 1918, ma inviò truppe durante l'intervento alleato nella rivoluzione russa. Fu dichiarato un cessate il fuoco con il movimento di protezione della costituzione di Sun Yat-sen e gli intellettuali godettero di maggiori libertà. Poi le notizie dalla Francia mostrarono che Duan Qirui aveva promesso al Giappone il territorio tedesco dello Shandong. Grandi proteste studentesche (movimento del 4 maggio 1919) costrinsero Xu a eseguire arresti di massa. La delegazione della Cina si rifiutò di firmare o ratificare il Trattato di Versailles. Di conseguenza, la fragile alleanza tra le cricche di Zhili e di Anhui crollò dopo la sconfitta decisiva di Duan. Questo portò all'avvento del periodo dei signori della guerra cinesi. Il conflitto con Sun Yat-sen nel sud si bloccò e lui non riuscì a riprendersi la Mongolia. Cao Kun, a cui Xu non è mai piaciuto, spinse per le sue dimissioni e, dopo dieci giorni ad interim di Zhou Ziqi, Li Yuanhong venne ripristinato al suo posto di presidente.
La sua presidenza fu la più lunga (1918-1922) del periodo dei signori della guerra (1916-1928). Fu anche l'unico presidente non ad interim del governo Beiyang ad essere un civile.